# Ministerio del Poder Popular para la Economía Comunal
El Ministerio del Poder Popular para la Economía Comunal (MINEC) fue un ministerio venezolano creado en el 2004, durante el gobierno de Hugo Chávez, y disuelto en el 2009, durante el mismo gobierno. Entre sus principales funciones estaba la entrega de microcréditos a través del Banco de Desarrollo de la Mujer, el Banco del Pueblo Soberano, el Fondo de Desarrollo Microfinanciero (FONDEMI), el Instituto de Desarrollo Rural, el Instituto Nacional de Capacitación y Educación Socialista, más la superintendencia de cooperativas. El objetivo era impulsar "una nueva forma de producción" en Venezuela.
Creado originalmente bajo el nombre de Ministerio del Poder Popular para la Economía Popular, fue transformado en marzo de 2009 en el Ministerio del Poder Popular para las Comunas, absorbiendo también algunas de las competencias del Ministerio del Poder Popular para la Participación y Protección Social.

## Ministros
El 13 de septiembre de 2004, Elías Jaua, entonces presidente del Fondo Intergubernamental para la Descentralización (FIDES), fue nombrado primer ministro de Economía Popular. El 1 de marzo de 2006, Jaua fue reemplazado por Oly Millán, quien ocupaba el cargo de viceministra de Economía Popular. Millán fue reemplazada unos meses después, el 12 de septiembre de ese año, por el entonces diputado del MVR, Pedro Morejón Carrillo.
Cuando el ministerio fue transformado en el ministerio de las Comunas, Morejón pasó a estar a cargo del Ministerio del Poder Popular para el Turismo, y Érika Farías se colocó a cargo del nuevo ministerio.
| Ministros de Economía Popular de Venezuela |               |             |             |
| Orden                                      | Nombre        | Período     | Presidente  |
| 1                                          | Elías Jaua    | 2004 - 2006 | Hugo Chávez |
| 2                                          | Oly Millán    | 2006        | Hugo Chávez |
| 3                                          | Pedro Morejón | 2006 - 2009 | Hugo Chávez |